# Palais du Bey (Oran)
Le palais du Bey est un palais historique d'Oran, en Algérie, datant de l'ère ottomane au XVIIIe siècle. Il servait de résidence principale et siège de l'administration du bey d'Oran. Le palais est classé comme patrimoine national en 2005.

## Histoire

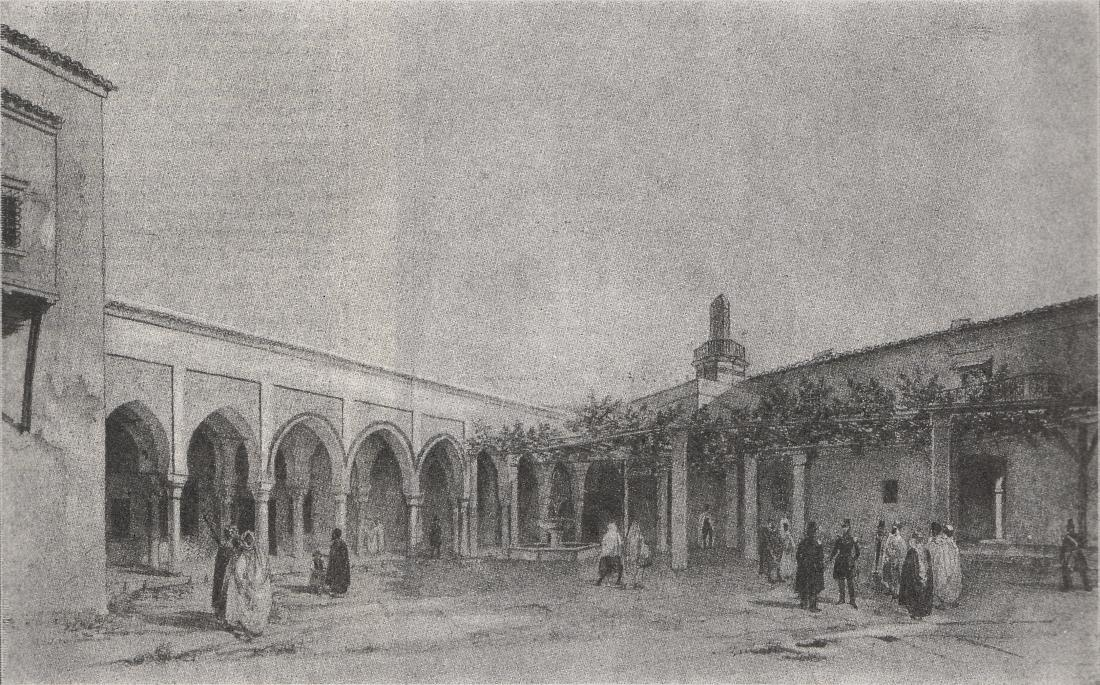
Gravure du XIX, vers 1833, représentant la colonnade d'entrée du palais du bey; en arrière-plan, sommet du minaret de la mosquée du pacha.

Le palais a été construit au XVIIIe siècle, commandé par Mohamed el Kebir, à côté de la Mosquée du Bey Mohamed Othman El-Kébir, ou se trouvait l’ancienne demeure de Hassan Pacha, devenu Bey d’Oran en 1812. Il est situé au centre de la citadelle de Rosalcazar, construite par les Espagnols entre les XVIe et XVIIIe siècles.
Après la prise d'Oran par les Français en 1831 à la suite de la conquête d'Alger en juillet 1830, le palais est devenu le siège du gouverneur militaire jusqu'en 1962. Le choix de cet emplacement pour la construction du palais n'est pas fortuit, comme l'indiquent plusieurs sources. C'est l'un des rares bâtiments à avoir résisté au violent séisme qui dévasta Oran en 1790. De plus, sa localisation stratégique permet au palais de dominer le port d'Oran tout en surveillant l'arrière-pays, ce qui explique son occupation par l'armée française de 1931 à 1962.

## Description
Le palais a une superficie d'environ 5,6 hectares. Il est composé de diwan, d'une suite, d'un harem, une cour et plusieurs autres installations adjacentes, dont deux monuments majeurs, les donjons rouges dont la construction remonte à 1345, époque des Mérinides durant la période du règne d’Abou El Hassan El Merini et l’ancienne caserne espagnole qui avait servi d’écuries. Le palais est un exemple remarquable de l'architecture hispano-mauresque, avec des éléments de décoration typiques comme les arcades, les cours intérieures et les jardins luxuriants. Le Diwan constitue à lui seul la moitié du palais. En franchissant l'entrée, on le trouve à gauche, marqué par 12 arcades. La salle principale est ornée d'un plafond décoré de motifs et de calligraphies islamiques, représentant des versets coraniques, bien que certaines aient été effacées durant la période coloniale. Ces paroles sacrées ont été remplacées par des louanges à Napoléon III, inscriptions encore visibles aujourd'hui. La salle préférée du bey, où il se retirait pour se recueillir et prier, a survécu intacte à travers les siècles.

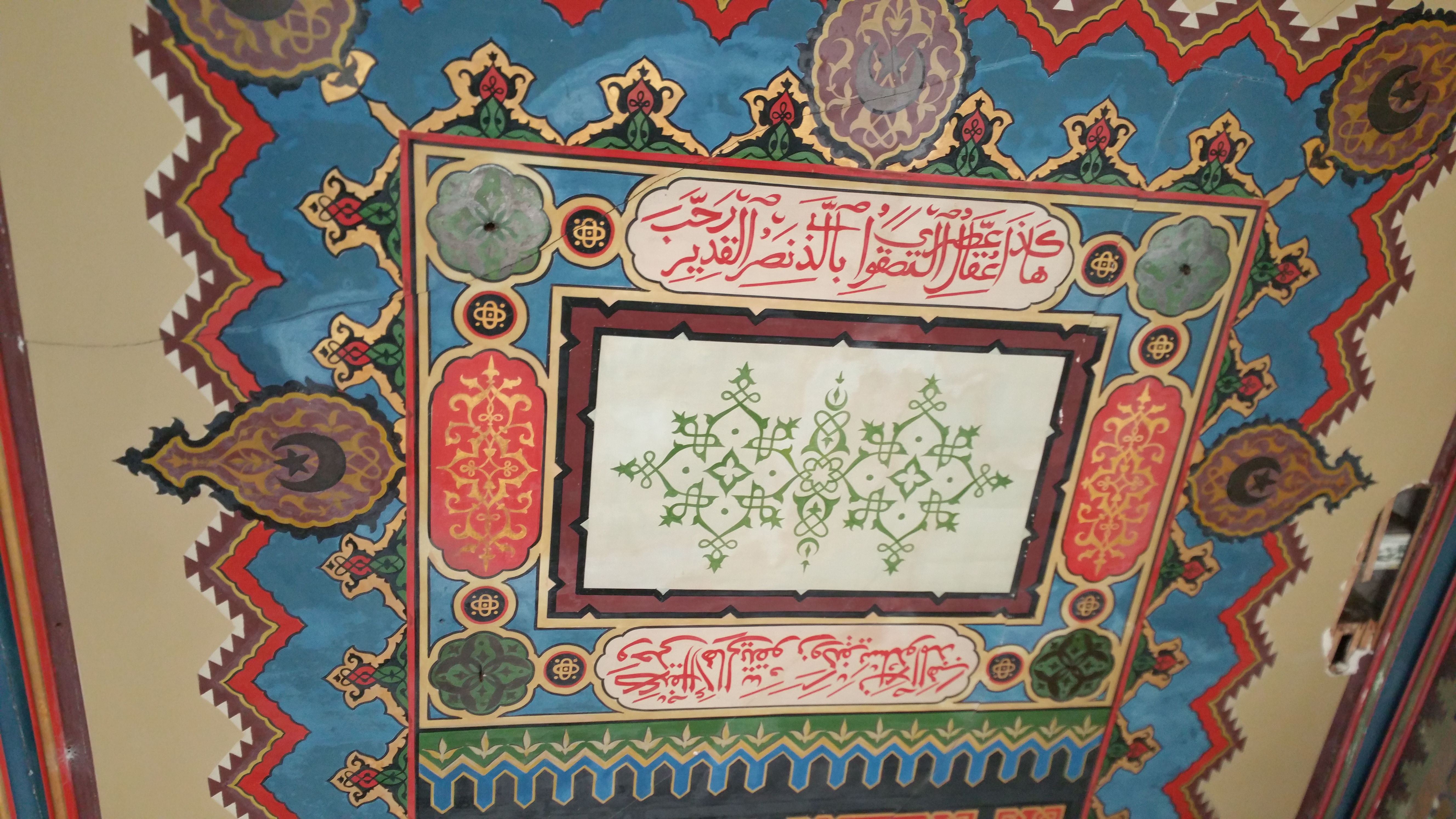
Plafonds ornementaux du palais du Bey
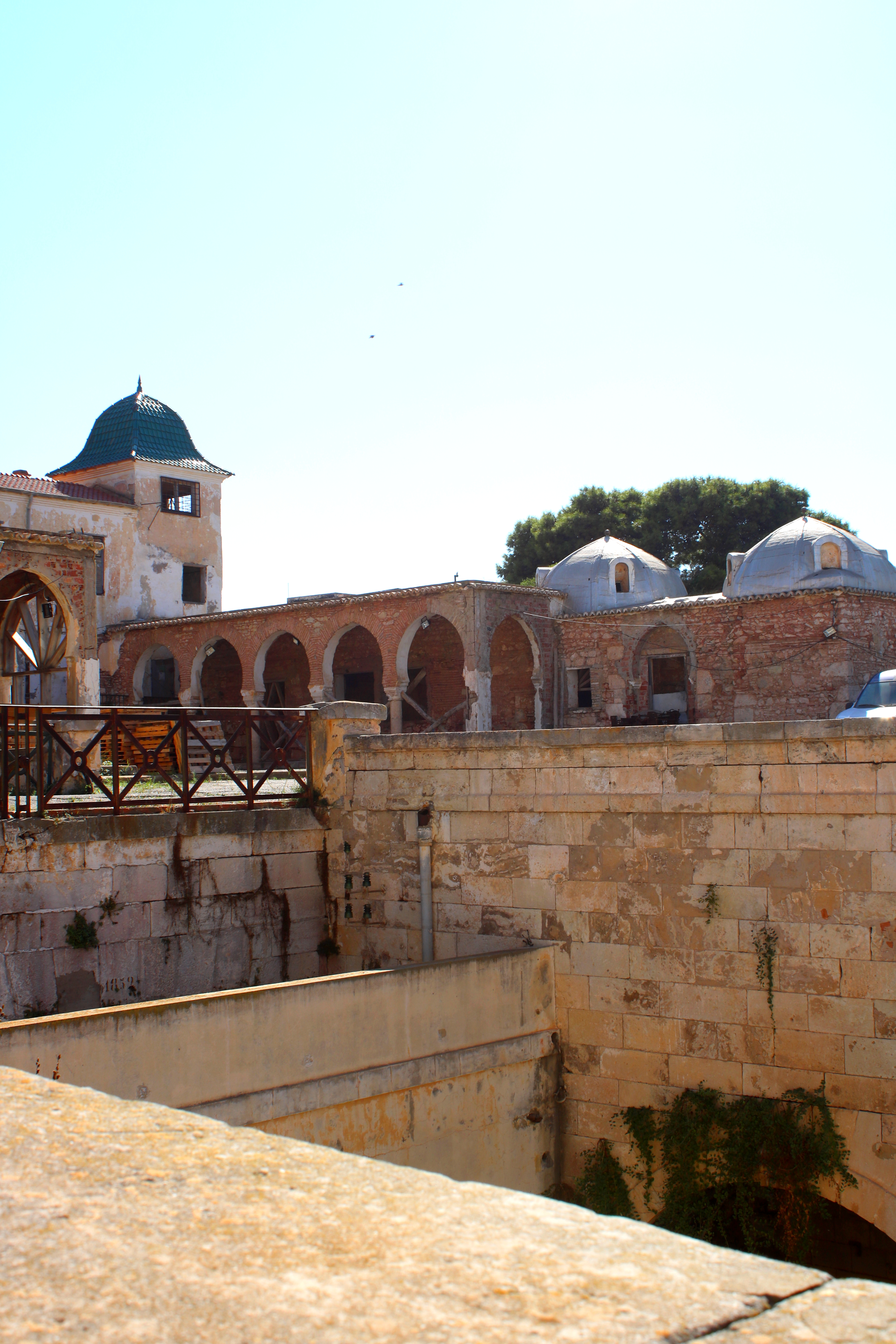
Palais du Bey
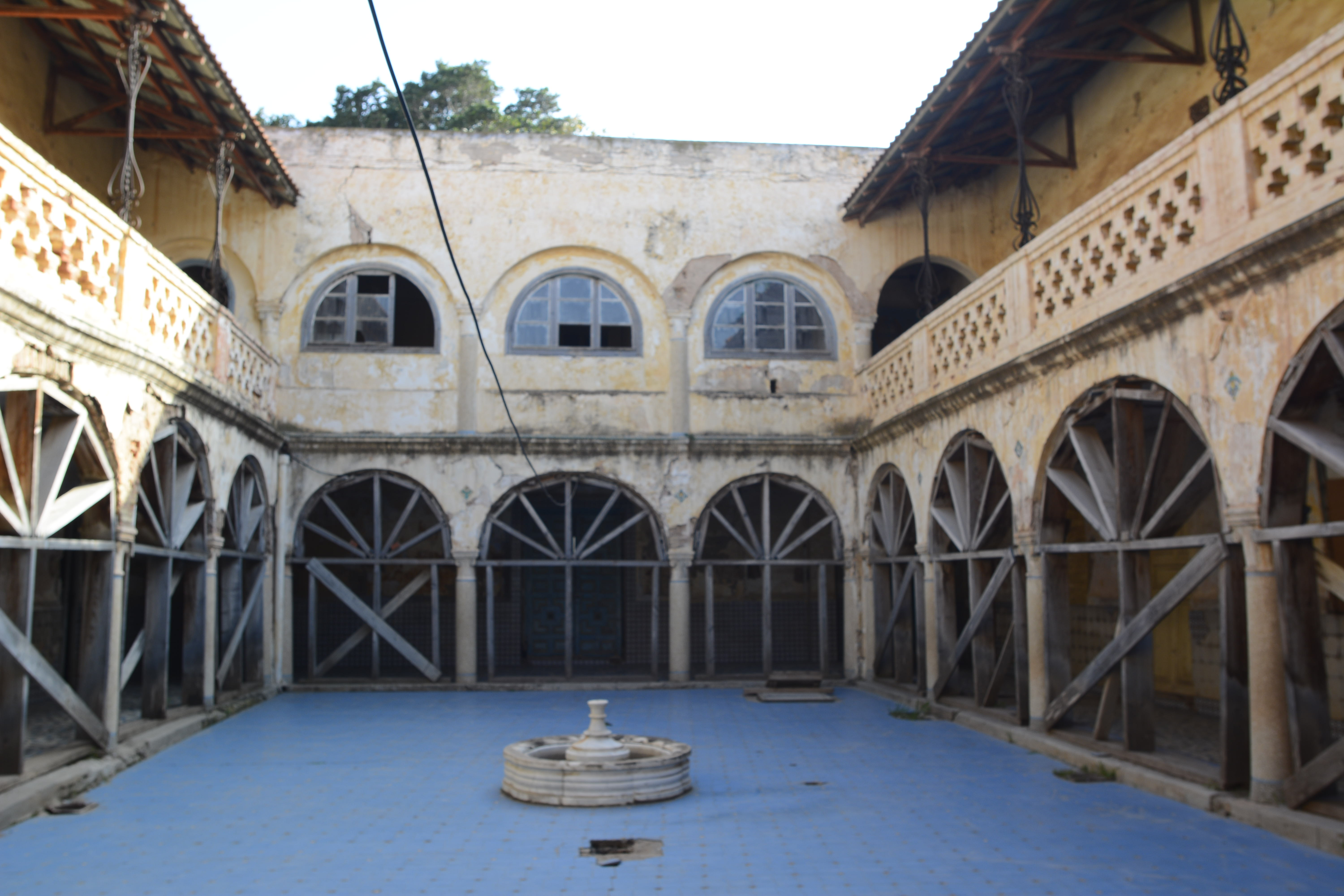
Hôtel de la division
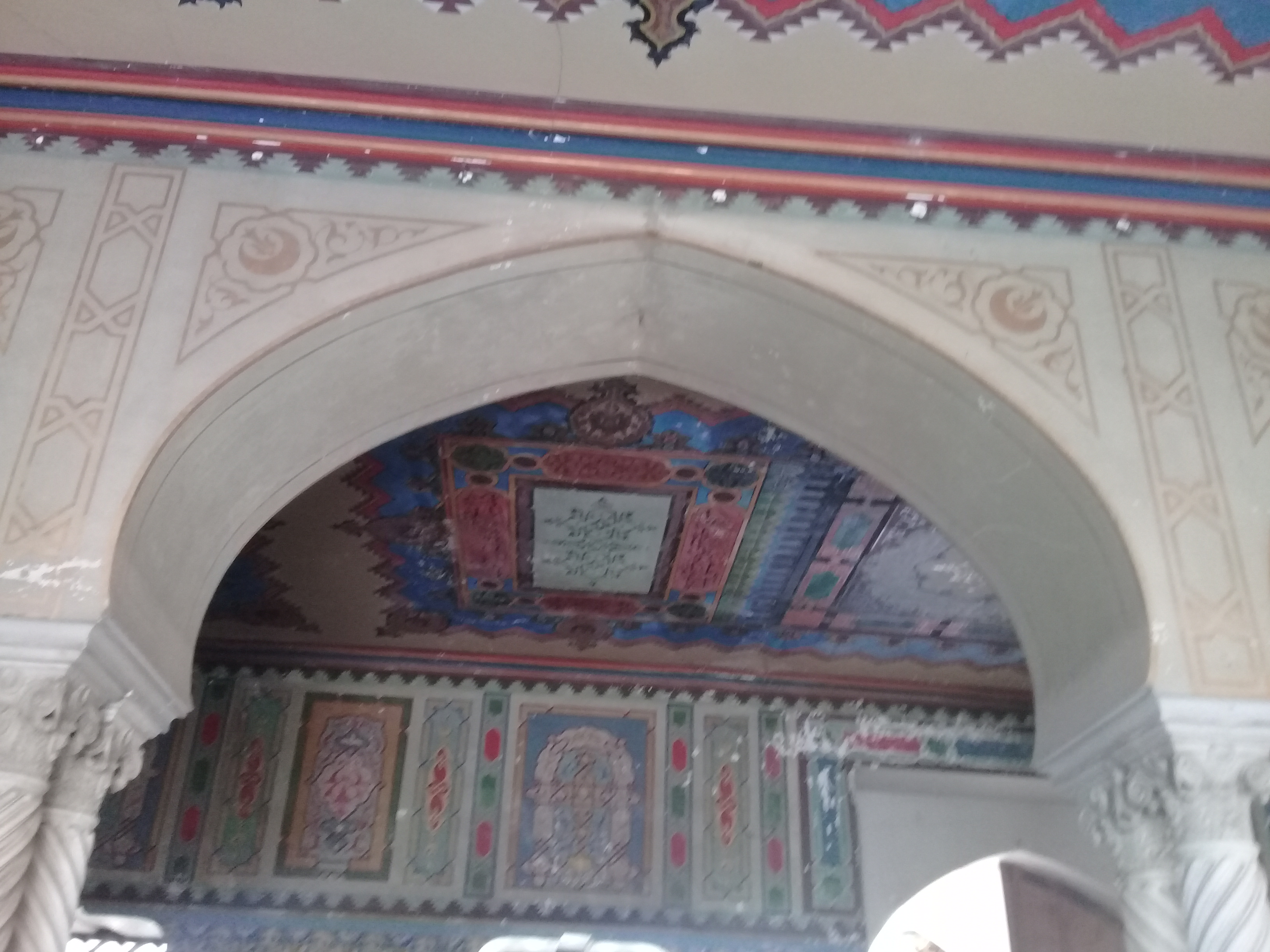
Arc du palais décoré et sculpté
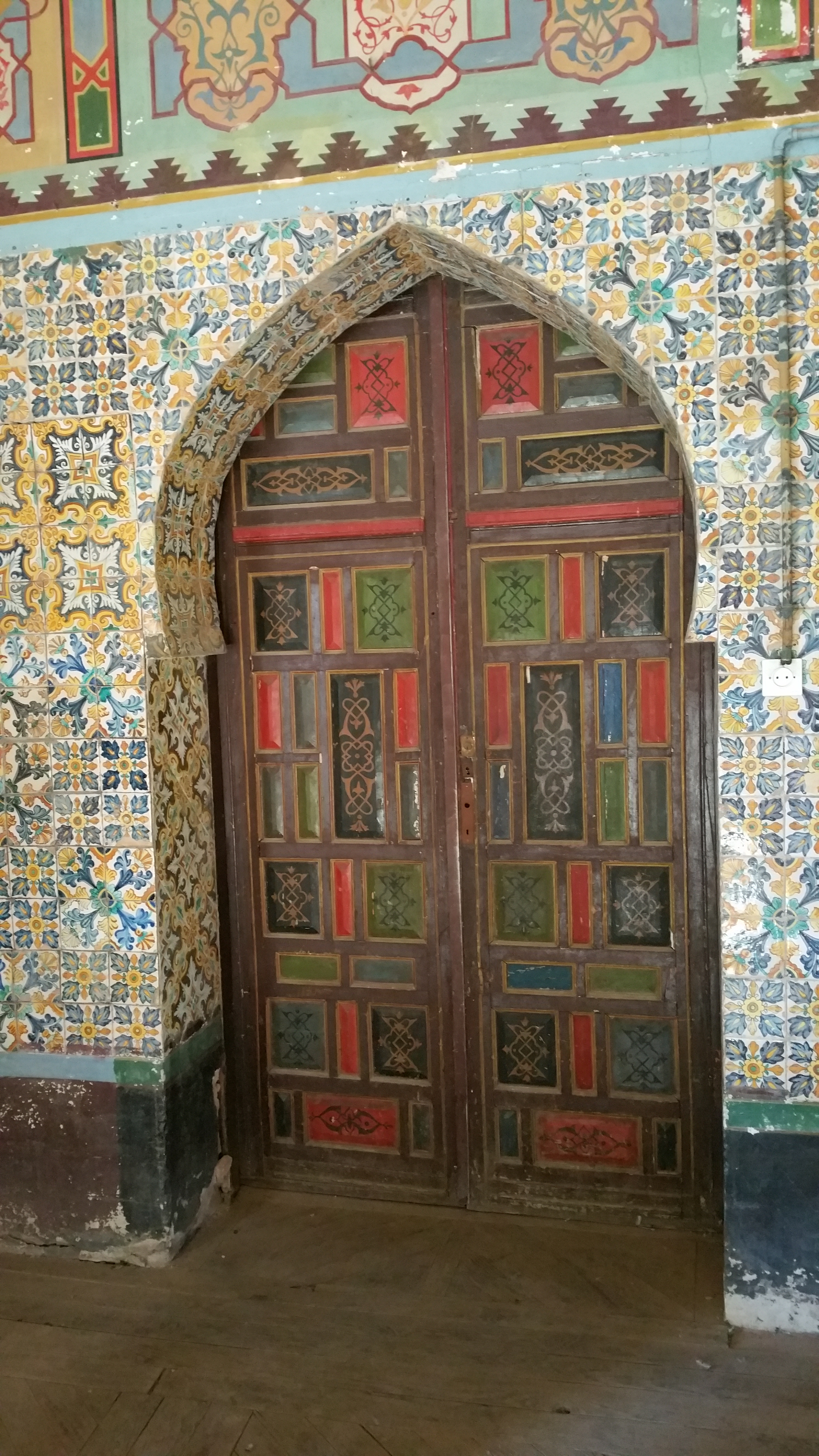
Une portique du palais
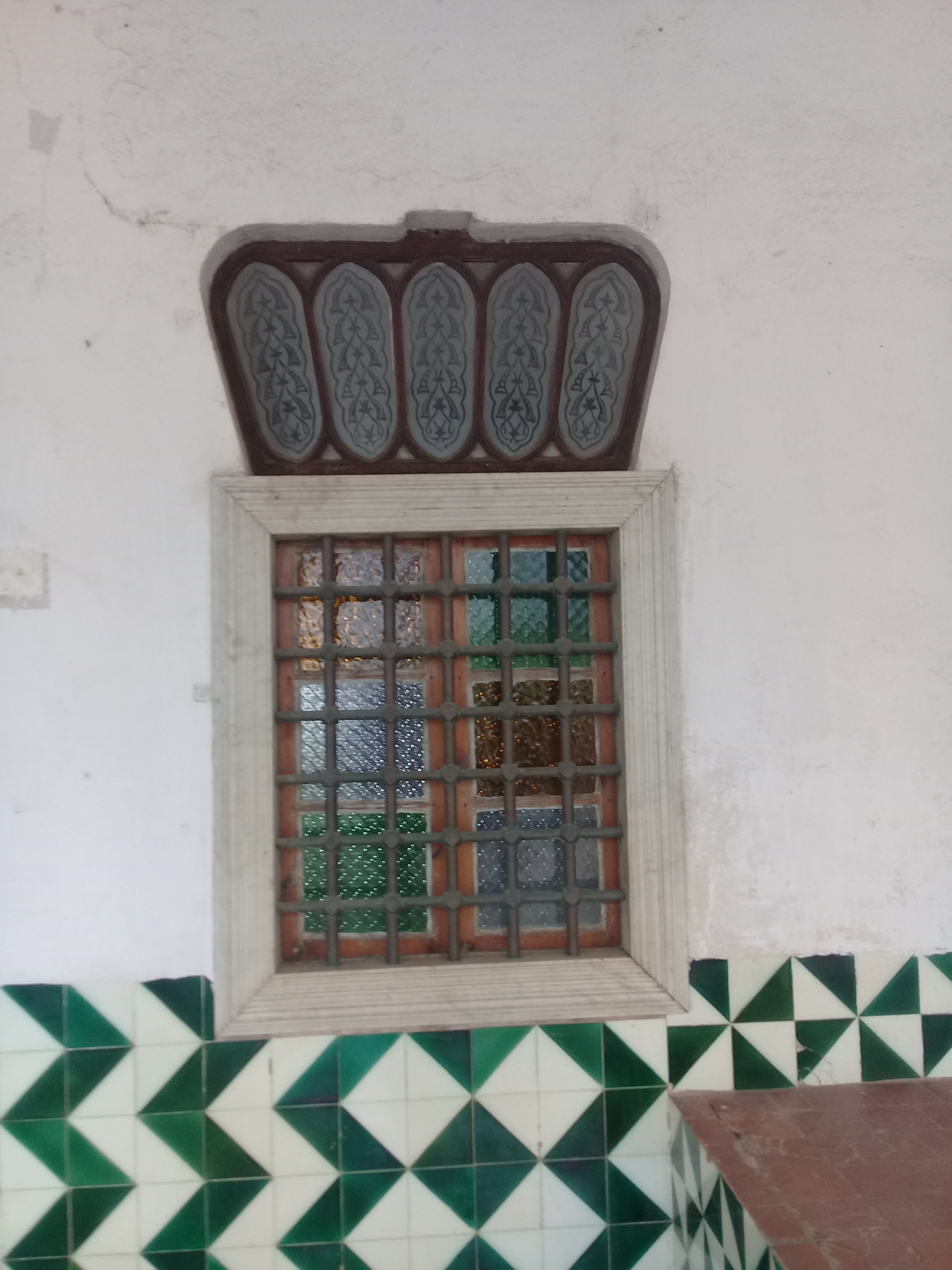
Une fenêtre intérieure du palais
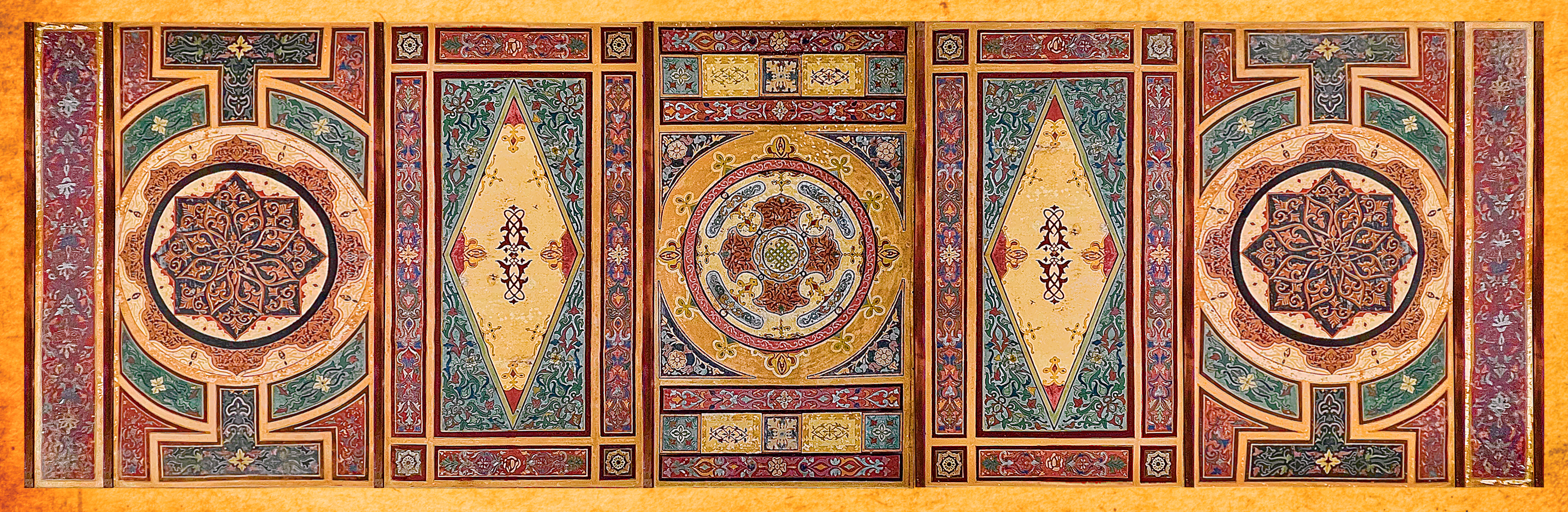
Les décorations du plafond du palais.